# Francisco Sánchez Sánchez
Francisco Sánchez Sánchez (Antequera, provincia de Málaga, concretamente en la calle San Bartolomé, 5 de octubre de 1932-  4 de junio de 2005) fue un periodista español. 

## Biografía
Estudió en el Colegio de los Padres Carmelitas.
En el año 1951 inició su quehacer periodístico como colaborador de El Sol de Antequera.
Cuatro años después pasó a prestar servicios de redactor-locutor en Radio Antequera, durante los primeros tiempos de pertenecer ésta a la Rueda de Emisoras Rato. Creó y dirigió, entre otros muchos programas, los informativos locales y las charlas deportivas, que adquirieron enorme popularidad, incluso en otras provincias. 
En 1958 y para el  programa ”Ayer y Hoy”, mantuvo una celebrada entrevista con don José Muñoz Burgos, a la sazón director-propietario de El Sol de Antequera, al cumplirse el cuadragésimo aniversario del semanario local, la que, dado su enjundioso contenido fue íntegramente reproducida por La Gaceta Nacional de Prensa. Hacia 1963 abandonó voluntariamente sus tareas radiofónicas.
Entre 1969 y 1975 volvió a colaborar asiduamente en El Sol de Antequera, escribiendo en folleto durante 35 semanas la Primera Parte de la Historia del C. D. Antequerano.
En 1970 el Excmo. Ayuntamiento de la ciudad le nombró “Mejor Deportista” de aquel año, en el apartado de promotores, por su labor en dicha sociedad futbolística a la que presidió cuatro temporadas ascendiendo al equipo de categoría. Consiguió él durante el curso de la fase promocional, más puntos cerca del estamento federativo, que los jugadores en el campo.  El abogado y excelente escritor Juan Alcaide de la Vega le nombró con tal motivo “in pectore”, “abogado honorario, e invencible Perry Masson de todas las reclamaciones administrativas…”.
Ese mismo año 1970, fundó durante su mandato presidencial en nuestro primer club, el “Trofeo Ciudad del Torcal”, del que ya se llevan disputadas más de 35 ediciones, en algunas de las cuales intervinieron equipos de primera división.
En 1976 su relato Los Amantes de la Peña recibe un premio en el concurso de Radio Nacional de España “Cuentos y Leyendas”.
Entre 1978 y 1994 residió en Marbella, dedicado preferentemente a quehaceres comerciales, si bien colaboró algunos años en una publicación nacional, escribiendo al mismo tiempo cuentos y relatos breves, uno de los cuales, El Último Amanuense, obtuvo el primer accésit en el IV Concurso Literario Villa de Mijas (1988), siendo incluida dicha obra, en el libro que en tal ocasión editó el municipio mijeño. Otros trabajos de ésta índole han sido publicados en distintas revistas, permaneciendo inéditos la mayoría, así como su autobiografía Apuntes y Garabatos.
En 1985 participó en el concurso de novela corta “Ciudad de Guadalajara”, al que concurrieron más de trescientas obras. Su narración titulada “Morir al Sol” (Diario de un secuestro), fue seleccionada entre las ocho finalistas, pero no obtuvo el premio.
Desde su reaparición en 1992 colaboró regularmente en la revista Don Manolito con una serie de crónicas tituladas Desde donde la mar es bella, que tenían por lema “antequeranear…”.
Como orador ha pronunciado el pregón taurino “Brindis a Antonio Ordóñez”, (el gran diestro rondeño, el mejor de todos los tiempos, según la totalidad de sus propios compañeros, que se lo agradeció enviándole el testimonio gráfico, calurosamente dedicado, de él y su cuadrilla en la última corrida goyesca en que intervino), y La Oración al Señor de la Salud y las Aguas, todo ello para la Peña Taurina Los Cabales, de la que es socio de honor y escudo de oro. En diciembre de 1995, disertó en la Biblioteca Pública Municipal sobre el tema Personajes Locales a Principio de los Años Cuarenta, refiriéndose a García Berdoy, al Doctor Artacho Cabrera, al poeta Galeote, al torero Nicasio y al “industrial” Ruanillo el de la arena, entre otros, con lo que se mantuvo fiel a esa tarea que hasta hace poco ha desarrollado, escribiendo semblanzas de inolvidables paisanos que marcaron con sus peculiares maneras de ser, memorables épocas de la ciudad. Por aquel mismo tiempo colaboró en un semanario titulado El Periódico de la Comarca, redactando diferentes secciones del mismo.
Inédito permanece el libro de su autoría Antequeranos de Nacional Celebridad, en el que Sánchez Sánchez ha biografiado a ocho relevantes figuras nacidas, a través de diferentes períodos, en “el corazón de Andalucía”, (Pedro Espinosa, Cristobalina Fernández de Alarcón, El Capitán Moreno, Francisco Romero Robledo, José Antonio Muñoz Rojas, María Barrús “Niña de Antequera”, Cristóbal Toral,  y el futbolista internacional Chuzo), empleando la forma directa y comunicativa, -periodística podría decirse-, que siempre tuvo, sin desaprovechar la menor ocasión de requebrar y cantar a los admirados rincones de la tierra que siempre amó, la que, como afirma certeramente el ilustre catedrático Juan Manuel Moreno García en su magnífico prólogo de la obra, es para él “norte, vocación, sentimiento y vida”.
Durante el primer año del presente siglo también ocupó su pluma en biografiar sucintamente a no menos de cincuenta figuras antequeranas, a muchas de las cuales el paso del tiempo estaba envolviendo en las tinieblas del olvido, y lo hizo en la revista Antequera Es.
Su último aporte literario la ha llevado a cabo en el libro editado en 2003 por Onda Cero Radio, titulado Veinte Antequeranos del Siglo XX, donde enalteció a dos celebridades tan populares y carismáticas como la Niña de Antequera y Paco de Antequera, con quienes mantuvo relación durante su etapa radiofónica.
En el año 2003, y a causa de una trombosis, su miembro inferior izquierdo le fue amputado, lo que motivó que ocupase casi la totalidad de su tiempo en las tareas de rehabilitación para poder volver a caminar. 
El 4 de junio de 2005, el corazón de Sánchez Sánchez dejó de latir y no pudo estar presente en el homenaje que le dedicó el Antequera, con el otorgamiento del Efebo (primero y único hasta la fecha que se ha otorgado a título póstumo) el 22 de febrero de 2006, por su labor al frente del Club Deportivo Antequerano, su etapa como periodista en los medios de comunicación locales y su constante colaboración con la Comisión de Deportes y Festejos del Ayuntamiento.
- Datos: Q5867560